# Ati (Čad)
Ati je grad u Čadu. Nalazi se u središtu države, udaljen oko 450 km istočno od N'Djamene. Sjedište je regije Batha i departmana Batha-Ouest. Ima zračnu luku.
Godine 2010. Ati je imao 26.600 stanovnika.